# 金普頓 (密蘇里州)
金普頓（英語：Kimpton）是位於美國密蘇里州卡斯縣的鬼鎮。

## 歷史
金普頓的郵局於1889年設立，其後於1902年停運。

## 地理
金普頓所處的海拔為高於海平面296米（即971英呎），而該地所採用的時區為UTC-6，即北美中部時區（CST）。同時該地設有夏令時間，為UTC-6調快一小時，即UTC-5（CDT）。